# جیرو یابوکی
جیرو یابوکی (انگلیسی: Jirō Yabuki؛ زادهٔ ۶ ژانویهٔ ۱۹۴۹) بازیگر اهل ژاپن است.
از فیلم‌ها یا برنامه‌های تلویزیونی که وی در آن نقش داشته‌است می‌توان به کاگهموشا اشاره کرد.